# 高知ラジオ送信所
高知ラジオ送信所（こうちラジオそうしんじょ）は、高知県高知市にあるNHK高知放送局と高知放送（RKC）のAMラジオ送信所の総称。正式な名称は、NHKが新木ラジオ放送所、RKCが大津ラジオ送信所であるが、本項では便宜上、一括して「高知ラジオ送信所」として記述していく。

## 概要
- これらの送信所では、高知県中部の大半及び西部や東部の一部に電波を送信している。

## 送信所送信設備概要
| 放送局名          | コールサイン | 周波数  | 空中線電力 | 放送対象地域 | 放送区域内世帯数 | 送信所置局住所        |
| ----------------- | ------------ | ------- | ---------- | ------------ | ---------------- | --------------------- |
| NHK 高知ラジオ第1 | JORK         | 990kHz  | 10kW       | 高知県       | 約26万世帯       | 高須三丁目13番25号    |
| NHK 高知ラジオ第2 | JORB         | 1152kHz | 10kW       | 全国         | 約26万世帯       | 高須三丁目13番25号    |
| RKC高知放送       | JOZR         | 900kHz  | D5kW       | 高知県       | 約26万世帯       | 大津字御城分乙1557番1 |